# Utica, Quận Winnebago, Wisconsin
Utica là một thị trấn thuộc quận Winnebago, tiểu bang Wisconsin, Hoa Kỳ. Năm 2010, dân số của thị trấn này là 1.267 người.